# Gumball 3000

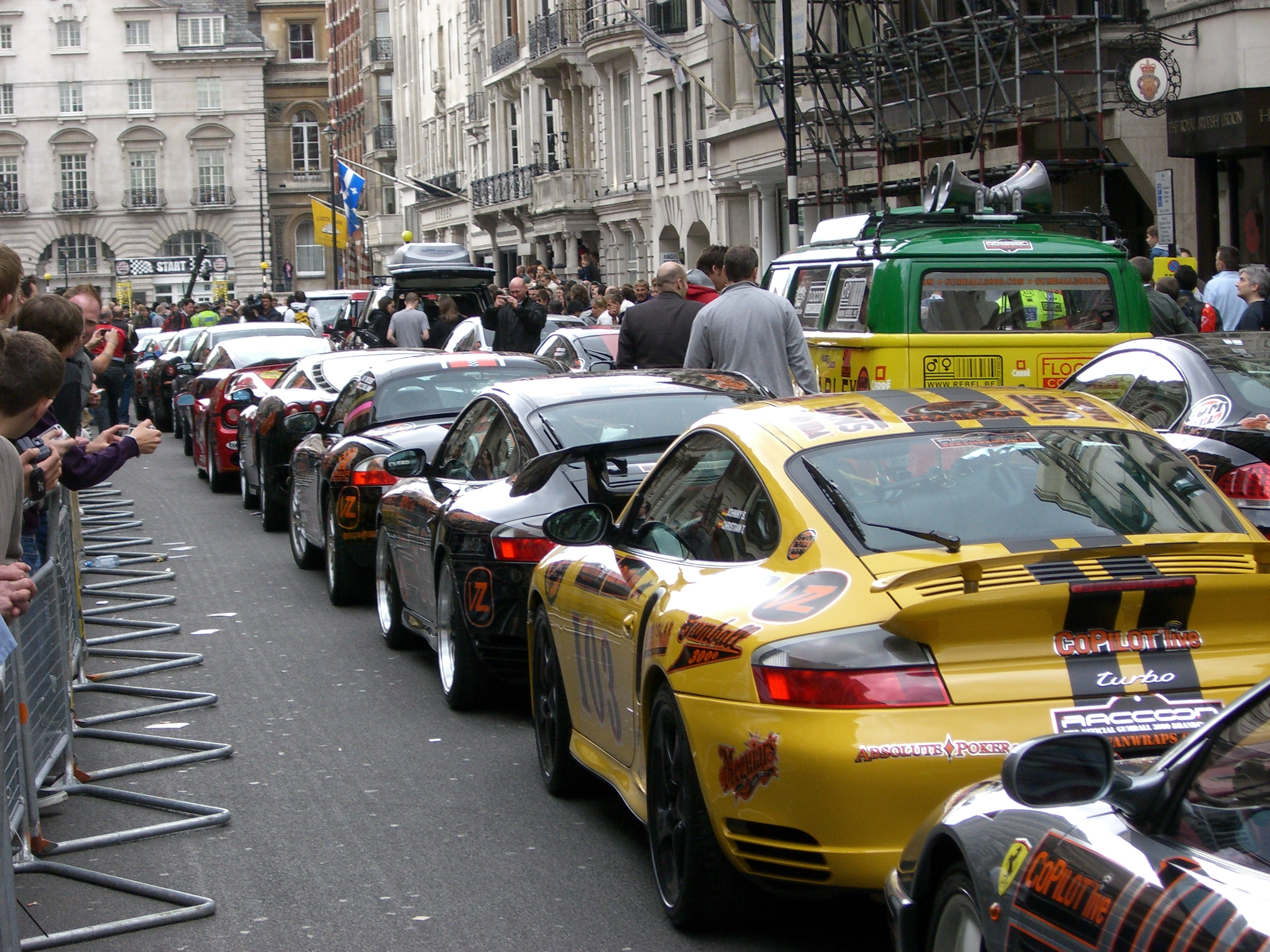
Automóviles formados en línea, antes de empezar la carrera en Londres.

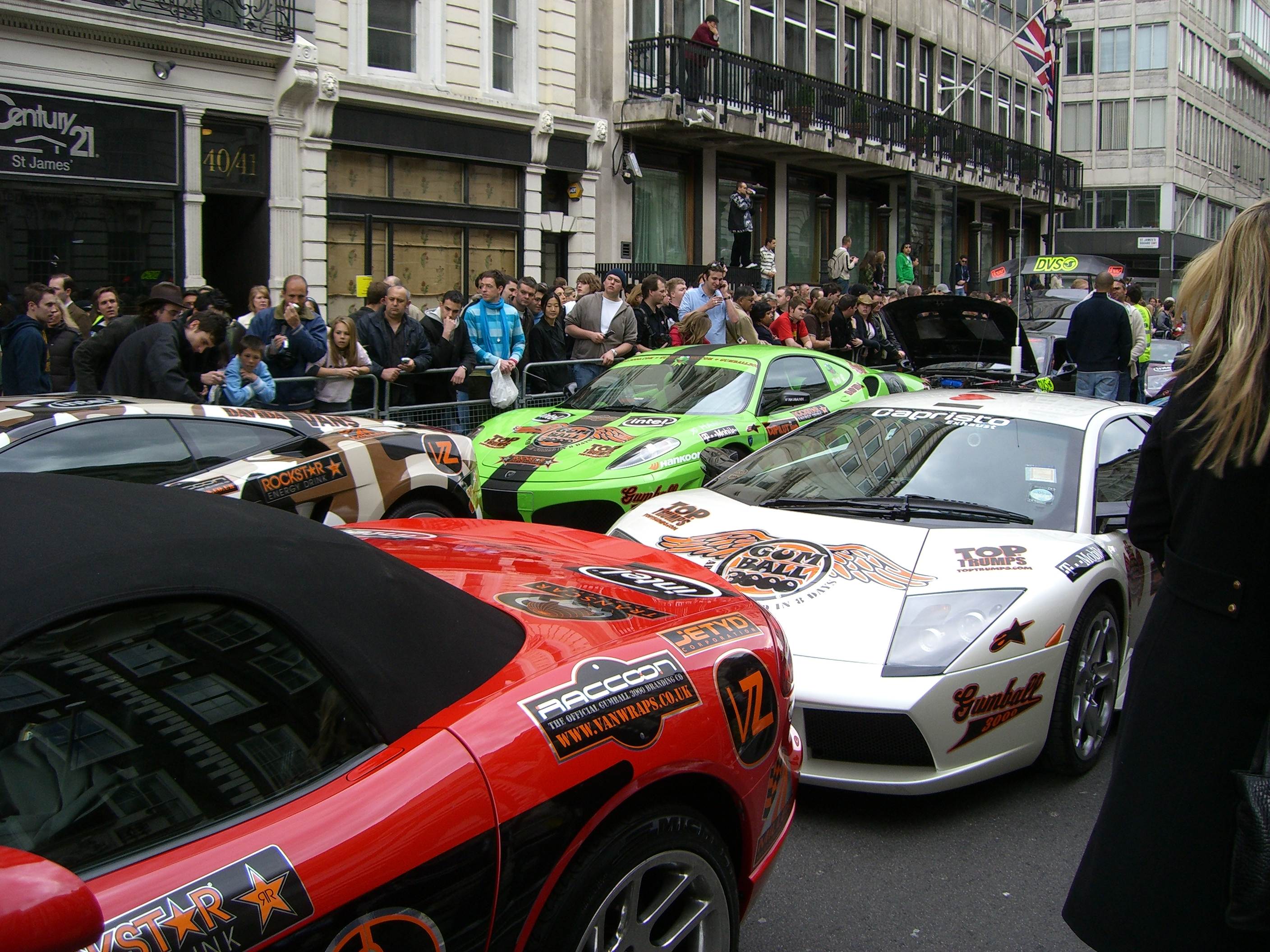
Automóviles antes de empezar la carrera de 2006 en Londres.

Gumball 3000 es una marca reconocida por su rally anual Gumball 3000, un rally automovilístico de celebridades a nivel global que se lleva a cabo en carreteras públicas. Fundada en 1999 por el empresario inglés Maximillion Cooper, la marca fue creada con el objetivo de fusionar autos, música, moda y cultura popular.  

## Formato de Rally
El Rally Gumball 3000 involucra alrededor de 120 vehículos que recorren varios países en un viaje de 4.800 km a lo largo de seis días. La ruta ocasionalmente incluye viajes entre continentes, con aviones de carga utilizados para transportar los vehículos por aire. Los participantes conducen por carreteras públicas, utilizando una variedad de vehículos que van desde autos clásicos personalizados hasta hiperdeportivos, y asisten cada noche a una fiesta VIP, cena o evento.
El rally ofrece experiencias exclusivas a lo largo del recorrido, incluyendo puntos de control al mediodía y paradas nocturnas en ciudades importantes, donde a veces se cierran carreteras públicas clave para permitir el acceso de los vehículos participantes. Fundado en 1999 por Maximillion Cooper, el rally comenzó originalmente como un viaje por carretera con sus amigos. Los organizadores enfatizan que el evento es un viaje por carretera y no una carrera o competencia, con el lema oficial que afirma: "Es un rally, no una carrera."
Los participantes deben pagar una tarifa de inscripción para unirse. Los informes varían sobre el costo, con Toronto Life citando alrededor de $75,000, mientras que The Globe and Mail mencionó $85,000 para un participante nuevo y aproximadamente $50,000 para un participante recurrente.
Cada año, el rally mantiene un equilibrio entre nuevos participantes y aquellos que regresan, conocidos como "alumni". Los participantes en el rally son comúnmente llamados "Gumballers".

## Historia del Rally

### 1999 - 2004
El Gumball 3000 se presentó por primera vez en 1999. Maximillion Cooper organizó el evento después de que él y un grupo de amigos decidieran recorrer Europa en sus superdeportivos en un viaje de 4.800 km al que llamaron rally. Diseñado inicialmente para los amigos de Cooper, el rally tenía una tarifa de inscripción de $8,700 y requería que los participantes usaran sus propios vehículos.
El evento inaugural se inspiró en varias tradiciones de carreras a nivel mundial. En 1933, el piloto de motocicletas Erwin Baker completó un viaje de costa a costa en los Estados Unidos en 54 horas, ganándose el apodo de "Cannonball". Su hazaña dio origen a una serie de eventos de carreras en Estados Unidos y Europa en las décadas siguientes. Durante la década de 1970, los eventos Cannonball otorgaban una máquina de chicles como premio al primer lugar, lo que se cree que influyó en el nombre "Gumball 3000".
El primer rally se llevó a cabo en 1999, comenzando en Londres, viajando hasta Rímini, Italia, y regresando a Londres. Cooper organizó eventos nocturnos a lo largo del recorrido, incluyendo fiestas y cenas. El rally obtuvo una gran cobertura mediática en el Reino Unido, con la asistencia de celebridades de alto perfil como Kate Moss, Guy Ritchie y Kylie & Dannii Minogue.
Tras su éxito inicial, el rally del año 2000 comenzó en Marble Arch en Londres y continuó hasta el aeropuerto de Stansted, donde los participantes volaron a España. El recorrido pasó por Bilbao, Cannes, Milán, el Hotel Bühlerhöhe Castle, el circuito GP de Nürburgring y Hamburgo antes de concluir nuevamente en Londres.
MTV filmó el rally y lo emitió como un especial de Jackass, convirtiéndose en el episodio con mayor audiencia de la cadena ese año. Entre los participantes notables del rally de 2001 estuvieron el campeón de Fórmula 1 Damon Hill, quien condujo un Lamborghini, y el comediante Vic Reeves, que participó con un Mercedes-AMG. La edición de 2002 marcó la primera ruta de costa a costa a través de los Estados Unidos, desde la ciudad de Nueva York hasta Los Ángeles. Los puntos de control incluyeron paradas en la Casa Blanca en Washington D. C., Graceland en Memphis, Texas, Santa Ana Pueblo en Nuevo México, el Gran Cañón, Las Vegas y la Mansión Playboy en Los Ángeles. Entre los participantes estuvieron la diseñadora de moda Donna Karan, las modelos Jodie Kidd y Amy Wesson, y el actor Matthew McConaughey.
En 2003, se estrenó Gumball 3000: The Movie, un largometraje de 98 minutos dirigido por Steven Green y narrado por el fallecido Burt Reynolds.
El quinto rally anual en 2003 comenzó en San Francisco y terminó en Miami, Florida. La ruta pasó por Reno, Las Vegas, Tucson, White Sands, San Antonio y Nueva Orleans. Entre los participantes destacados estuvieron Travis Pastrana, el skater profesional Tony Hawk—quien condujo un Dodge Viper—y el fallecido miembro de Jackass Ryan Dunn. El rally de 2004 comenzó en la Torre Eiffel en París, pasó por Biarritz, Madrid y Marbella, antes de cruzar el Mediterráneo hasta Marrakech, Marruecos. El evento concluyó en Barcelona para el Gran Premio antes de finalizar en el Festival de Cine de Cannes.

### 2005 - 2009: Crecimiento del evento
Jenson Button ondeó la bandera de inicio del Gumball 3000 de 2005, que se extendió desde Londres hasta Monte Carlo. Los participantes recorrieron Bruselas, Praga, Viena, Budapest, Dubrovnik, Sicilia, Roma y Florencia antes de llegar a la meta en Monte Carlo. El evento contó con la participación de varias celebridades destacadas, incluyendo a las modelos Caprice Bourret y Jodie Kidd, el cantante Jay Kay de Jamiroquai, la banda de rock británica The Darkness y el piloto de rally Ken Block.
El rally de 2006 comenzó en Londres, con un recorrido que pasó por Viena, Budapest y Belgrado antes de que los participantes abordaran un avión en Serbia con destino a Tailandia. El trayecto continuó por Phuket y Bangkok antes de otro vuelo que los llevó a Salt Lake City, culminando finalmente con una celebración en la Mansión Playboy en Los Ángeles. Entre los participantes estuvieron el músico Travis Barker y la actriz Martine McCutcheon, quien condujo un Range Rover rosa como parte de un equipo exclusivamente femenino. Ese año, Gumball 3000 Films produjo 3000 Miles, un documental que siguió a cinco participantes: los skaters Tony Hawk, Bam Margera y Mike Vallely, el ciclista de BMX Mike Escamilla y la estrella de Jackass Ryan Dunn.
El rally de 2007 estaba planeado para recorrer desde Londres hasta Estambul, con paradas en Ámsterdam, Múnich, Tirana, Dubrovnik y Atenas. Más de 100 participantes, incluidos los actores Tamer Hassan y Danny Dyer, así como la modelo y empresaria Caprice Bourret, se preparaban para atravesar 16 países en ocho días. La tarifa de inscripción para los conductores primerizos era de £28,000. Sin embargo, durante el evento ocurrió un accidente fatal en Macedonia del Norte el 2 de mayo de 2007, cuando un TechArt Porsche 997 Turbo conducido por Nicholas Morley chocó con un Volkswagen Golf, causando la muerte de sus dos ocupantes.
Inicialmente, los organizadores de Gumball 3000 permitieron que el rally continuara mientras investigaban el incidente, pero más tarde decidieron cancelar el resto del evento como muestra de respeto. En un fallo judicial posterior, Morley fue declarado culpable de "poner en peligro el tráfico, causando la muerte" y recibió una sentencia suspendida de dos años.
En 2008, la ruta del rally se extendió desde San Francisco hasta China, concluyendo en los Juegos Olímpicos de Pekín. En el camino, los participantes viajaron por Los Ángeles, San Diego y Las Vegas antes de volar a Nanjing, China. El recorrido también incluyó una estancia nocturna en Corea del Norte para presenciar los Juegos de Masas.

### 2010 - 2019
Más de 100 vehículos participaron en el rally Gumball 3000 de 2010. La travesía comenzó en Londres y concluyó en Nueva York, con paradas en Ámsterdam, Copenhague, Estocolmo, Boston, Quebec y Toronto. El actor Michael Madsen se unió al evento, pero tuvo que retirarse en Bélgica después de que su conductor fuera detenido por exceso de velocidad. Otras celebridades, como Idris Elba y los miembros de Cypress Hill, también participaron. Durante esta edición del rally, Maximillion Cooper conoció a la rapera ganadora del Grammy, Eve, con quien más tarde se casó en 2014 al final de ese año’s rally.
El Gumball 3000 de 2011 comenzó en Covent Garden, Londres, llevando a los participantes a través de París, Barcelona, Mónaco, Venecia y Croacia antes de finalizar en Estambul. La fiesta de inauguración en el Playboy Club de Londres contó con la presencia de Jo Wood, Vanessa White de The Saturdays y la exintegrante de Pussycat Dolls, Melody Thornton. Entre los famosos que participaron en el rally estaban David Hasselhoff, Eve, Xzibit y Tony Hawk.
En 2012, el rally siguió una ruta de costa a costa en Estados Unidos, desde Nueva York hasta Los Ángeles, con paradas en Toronto, Indianápolis, Kansas City, Santa Fe y Las Vegas.
Al año siguiente, Chernin Entertainment y Warner Bros adquirieron los derechos para desarrollar una película basada en el rally Gumball 3000.
Para 2014, el costo de participación había aumentado a un estimado de £40,000. Ese año, el evento comenzó en Miami, pasando por Atlanta y Nueva York antes de que los participantes volaran a Europa Occidental. Allí, el rally continuó por Edimburgo, Londres, París y Barcelona antes de concluir en la isla de Ibiza.
Durante la edición de 2014, el DJ Deadmau5 y su copiloto Tory Belleci condujeron un Ferrari 458 Spider con un diseño inspirado en Nyan Cat, apodado "Purrari". Sin embargo, Ferrari emitió una orden de cese y desistimiento sobre el vehículo. Tras el evento, el automóvil fue puesto a la venta en Craigslist y se vendió por $380,000.
El rally de 2015 siguió una ruta transatlántica desde Estocolmo hasta Las Vegas. En el camino, los participantes pasaron por Noruega, Dinamarca, Alemania, los Países Bajos, Reno, San Francisco y Los Ángeles, atravesando el Valle de la Muerte antes de llegar al destino final. El campeón de Fórmula 1, Lewis Hamilton, se unió a la última etapa, conduciendo un Koenigsegg Agera HH desde Los Ángeles hasta Las Vegas.
En 2016, el rally se extendió desde Dublín hasta Bucarest. David Hasselhoff ondeó la bandera de inicio en Dublín, marcando el comienzo de una ruta que pasó por Edimburgo, Londres, Rust, Praga y Budapest antes de llegar a Bucarest. Entre los participantes destacados se encontraban los expilotos de F1 David Coulthard y Jean Alesi, la rapera Eve, el DJ neerlandés Afrojack, el grupo musical Major Lazer, el rapero Bun B, el cantante pop Marlon Roudette, el productor musical Dallas Austin, el actor Sullivan Stapleton, el personaje de reality shows Calum Best y el YouTuber Calfreezy. El evento también incluyó un "Batmóvil" personalizado basado en un Lamborghini Gallardo, creado por Team Galag. Se estima que más de un millón de espectadores asistieron al rally en sus diferentes ubicaciones.
El rally de 2017 comenzó el 1 de julio en Riga, pasando por Varsovia, Cracovia, Budapest, Dubrovnik, Porto Montenegro, Tirana, Volos y Atenas antes de finalizar con una estancia de dos días en Miconos.
En 2018, el rally volvió a incluir viajes intercontinentales en su itinerario. El evento arrancó el 5 de agosto en Londres, con paradas en Domaine De Chantilly en Francia, el Castillo Sforza en Milán y Bolonia. Desde allí, los participantes abordaron el "Gumball Air", un avión de Malaysia Airlines alquilado por los organizadores, que hizo una escala en Kazajistán para repostar antes de dirigirse a Osaka, Japón. Todos los vehículos participantes fueron transportados a Japón en dos aviones de carga. La ruta continuó por Kioto y Nanao antes de terminar en Tokio.
El Gumball 3000 de 2019 se celebró en junio, comenzando en Miconos, Grecia, y finalizando en Ibiza, España. El rally pasó por Salónica, Grecia, Porto Montenegro, Venecia, Mónaco y Barcelona. El DJ neerlandés Afrojack participó con un Bugatti Veyron Grand Sport Vitesse y un Bugatti Chiron, ambos con un diseño de camuflaje azul a juego.

### 2020-presente
En 2020, el rally Gumball 3000 estaba programado para viajar desde Toronto, Canadá, hasta La Habana, Cuba. Sin embargo, debido al brote de la pandemia de COVID-19, el evento fue cancelado, marcando la primera cancelación completa en la historia del Gumball 3000. A medida que persistían las preocupaciones por la pandemia en 2021, el rally se pospuso nuevamente hasta mayo de 2022.
El reprogramado 22º Rally Anual finalmente se llevó a cabo en mayo de 2022, recorriendo la ruta de Toronto, Canadá, a Miami, Estados Unidos. Aunque originalmente estaba previsto que concluyera en La Habana, Cuba, los organizadores cambiaron el destino final debido a preocupaciones por los vínculos de Cuba con Rusia tras la invasión rusa de Ucrania en marzo de 2022.
El rally de mayo de 2022 comenzó oficialmente el 27 de mayo con un concierto público gratuito en la Plaza Yonge-Dundas de Toronto, con actuaciones de artistas locales y presentaciones principales del rapero Bun B y Deadmau5. Al día siguiente, se llevó a cabo la ceremonia de inicio en el mismo lugar, con David Hasselhoff regresando para dar la señal de partida. La ruta del rally pasó por Indianápolis—donde los participantes asistieron a la carrera Indy 500 con hospitalidad VIP—antes de continuar por Nashville y Atlanta. El recorrido concluyó en el estadio DRV PNK del Inter Miami, donde se celebró el primer Partido de Fútbol Benéfico de la Gumball Goodwill Cup, en el que se enfrentaron los Gumball All-Stars XI contra un equipo Laureus Sport for Good World XI.
Por primera vez en la historia del Gumball 3000, y como respuesta a las cancelaciones de los rallies de 2020 y 2021, se llevaron a cabo dos rallies en un mismo año. El rally de Oriente Medio tuvo lugar en noviembre de 2022, comenzando en Dubái, Emiratos Árabes Unidos. La ruta siguió un recorrido circular a través de Omán, pasando por Jebel Akhdar, Salalah y Mascate antes de regresar a los Emiratos Árabes Unidos a través de Ras Al Khaimah, donde Gumball 3000 participó en la Gala Benéfica del Foro Global Citizen. El rally concluyó el 18 de noviembre en el Hotel W de Abu Dabi, donde los participantes disfrutaron de acceso VIP a la carrera final de la temporada 2022 de Fórmula 1, el Gran Premio de Abu Dabi. Varios nuevos participantes famosos se unieron a este rally, incluidos los influencer Michael Dapaah, así como el rapero French Montana, quien actuó en el concierto de apertura en Dubái.
En junio de 2023, Gumball 3000 hizo su tan esperada vuelta a Europa por primera vez en cuatro años. El Tour Europeo comenzó el 10 de junio en Edimburgo, Escocia, antes de pasar por Londres, Inglaterra; Ámsterdam, Países Bajos; Verbier, Suiza; Venecia, Italia; y Budapest, Hungría, antes de concluir en el resort costero de Porto Montenegro.
En septiembre de 2024, Gumball 3000 celebró su 25º Rally Aniversario con una ruta a través del sudeste asiático. El rally comenzó el 14 de septiembre en Saigón, Vietnam, antes de continuar por Camboya, Tailandia y Malasia, hasta llegar a la meta en Singapur para el Gran Premio de Fórmula 1 de Singapur. La edición de este año contó con la participación de destacadas personalidades en línea y celebridades, incluidos Patrice Evra, Jimmy Graham, Ja Rule, Vikkstar123, IShowSpeed, Sara Choi, Daily Driven Exotics y Binz.
Durante la parada del rally en Camboya, la Fundación Gumball 3000 organizó su cena de gala anual y subasta benéfica en Angkor Wat, como parte de su iniciativa continua de recaudación de fondos. El evento incluyó seis artículos en subasta y recaudó más de 600.000 dólares para apoyar programas benéficos destinados a niños desfavorecidos en todo el mundo, convirtiéndose en uno de los esfuerzos de recaudación de fondos más exitosos de la fundación hasta la fecha. Además de las actividades benéficas, Gumball 3000 y sus socios camboyanos lograron un Récord Guinness por la mayor exhibición de superdeportivos en un sitio Patrimonio Mundial de la UNESCO, con 179 vehículos en exhibición.
La 26ª edición del Rally Gumball 3000 está programada para realizarse del 20 al 27 de septiembre de 2025, desde Estambul hasta Ibiza, con paradas clave en Bucarest, Belgrado, Florencia, Niza y Valencia. La lista de celebridades y vehículos participantes en el rally de 2025 aún no ha sido anunciada.

## Ropa, Colaboraciones de marca y Cultura Popular
Desde su creación, la creciente popularidad de Gumball 3000 llevó al lanzamiento de Gumball Apparel. La línea de ropa es diseñada internamente, inspirándose en rallies anteriores de Gumball 3000 y en la cultura del automovilismo.
Desde su debut, la marca de ropa ha presentado varias colecciones cápsula en colaboración con importantes casas de moda. Estas colaboraciones han incluido a Puma, Adidas y Nixon. A partir de 2019, Gumball 3000 se asoció con la marca de gafas Carrera para lanzar múltiples ediciones limitadas de gafas de sol.
Gumball 3000 ha expandido su marca a diversos sectores del entretenimiento, incluyendo películas, videojuegos y artículos de colección.
En el año 2000, Top Trumps, un popular juego de cartas en el Reino Unido, lanzó una edición temática de Gumball 3000. Dos años después, el videojuego Gumball 3000 fue desarrollado por Climax Studios y publicado para la consola PlayStation 2 por SCi.
En 2001, Gumball 3000 se asoció con MTV para cubrir el rally durante cinco años. MTV también transmitió la edición de 2007.
La marca también ha colaborado con el fabricante estadounidense de juguetes Hot Wheels para lanzar varios modelos a escala de edición limitada de Gumball 3000, considerados modelos premium dentro de la línea Hot Wheels.
En 2015, Guess? anunció una asociación con Gumball 3000 para la edición de ese año del rally. La colaboración incluyó chaquetas exclusivas para los conductores participantes, y Guess formó parte del recorrido de Estocolmo a Las Vegas con tres Dodge Vipers, cada uno conducido por un modelo de la marca. Además, la firma de relojería de lujo Armin Strom presentó un reloj oficial de Gumball 3000.
Gumball 3000 también ha colaborado con varias marcas automotrices para distintos propósitos, como proporcionar vehículos de apoyo para el equipo organizador, suministrar autos para celebridades y patrocinadores, y participar en exhibiciones a lo largo del rally. Algunas de las marcas de automóviles que han trabajado con Gumball 3000 incluyen Abarth, Alfa Romeo, Nissan, Aston Martin y Koenigsegg.

## Rutas
| Fechas | Continentes                      | Rutas | Notas |
| ------ | -------------------------------- | --- | ----- |
| 1999   | Europa                           | London, England » Paris, France » Le Mans, France » Monaco » Rimini, Italy » Nürburgring, Germany » London, England                                                                                                 |       |
| 2000   | Europa                           | London, England » Bilbao, Spain » Cannes, France » Milan, Italy » Baden-Baden, Germany » Hockenheim, Germany » Hamburg, Germany » London, England                                                                   |       |
| 2001   | Europa                           | London, England » Berlin, Germany » Vilnius, Lithuania » Saint Petersburg, Russia via Latvia » Helsinki, Finland » Stockholm, Sweden » Copenhagen, Denmark » Beaulieu, England                                      |       |
| 2002   | America del Norte                | New York City, New York » Washington D. C. » Nashville, Tennessee » Dallas, Texas » Sante Fe, New Mexico » Las Vegas, Nevada » Los Angeles, California                                                              |       |
| 2003   | America del Norte                | San Francisco, California » Reno, Nevada » Las Vegas, Nevada » Tucson, Arizona » White Sands, New Mexico » San Antonio, Texas » New Orleans, Louisiana » Miami, Florida                                             |       |
| 2004   | Europa y África                  | Paris, France » Clermont-Ferrand, France » Madrid, Spain » Marbella, Spain » Casablanca, Morocco » Marrakech, Morocco » Barcelona, Spain » Cannes, France                                                           |       |
| 2005   | Europa                           | London, England » Brussels, Belgium » Prague, Czech Republic » Vienna, Austria » Budapest, Hungary »Dubrovnik, Croatia » Taormina, Italy » Rome, Italy » Florence, Italy » Monaco                                   |       |
| 2006   | Europa, Asia y America del Notre | London, England » Vienna, Austria » Budapest, Hungary » Belgrade, Serbia » Phuket, Thailand » Bangkok, Thailand » Salt Lake City, Utah » Las Vegas, Nevada » Los Angeles, California                                |       |
| 2007   | Europa                           | London, England » Amsterdam, Netherlands » Frankfurt-Hahn, Germany » Istanbul, Turkey » Tirana, Albania » Dubrovnik, Croatia » Bratislava, Slovakia                                                                 |       |
| 2008   | America del Norte y Asia         | San Francisco, California » Los Angeles, California » San Diego, California » Las Vegas, Nevada » Pyongyang, North Korea » Hangzhou, China » Shanghai, China » Xuzhou, China » Beijing, China                       |       |
| 2009   | America del Norte                | Santa Monica, California » Las Vegas, Nevada » Sedona, Arizona » Santa Fe, New Mexico » Dallas, Texas » New Orleans, Louisiana » Orlando, Florida » Miami, Florida                                                  |       |
| 2010   | Europa y America del Norte       | London, England » Amsterdam, Netherlands » Copenhagen, Denmark » Stockholm, Sweden » Boston, Massachusetts » Quebec City, Canada » Toronto, Canada » New York City, New York                                        |       |
| 2011   | Europa                           | London, England » Paris, France » Barcelona, Spain » Monaco » Venice, Italy » Belgrade, Serbia » Sofia, Bulgaria » Istanbul, Turkey                                                                                 |       |
| 2012   | America del Norte                | New York City, New York » Niagara Falls » Toronto, Canada » Indianapolis, Indiana » Kansas City, Kansas » Santa Fe, New Mexico » Las Vegas, Nevada » Los Angeles, California                                        |       |
| 2013   | Europa                           | Copenhagen, Denmark » Stockholm, Sweden » Helsinki, Finland » Saint Petersburg, Russia » Tallinn, Estonia » Riga, Latvia » Vilnius, Lithuania » Warsaw, Poland » Kraków, Poland » Vienna, Austria » Monaco          |       |
| 2014   | America del Norte y Europa       | Miami, Florida » Atlanta, Georgia » New York City, New York » Edinburgh, Scotland » Manchester, England » London, England » Paris, France » Barcelona, Spain » Valencia, Spain » Ibiza, Spain                       |       |
| 2015   | Europa y America del Norte       | Stockholm, Sweden » Oslo, Norway » Copenhagen, Denmark » Amsterdam, Netherlands » Reno, Nevada » San Francisco, California » Los Angeles, California » Las Vegas, Nevada                                            |       |
| 2016   | Europa                           | Dublin, Ireland » Belfast, Northern Ireland » Edinburgh, Scotland » Manchester, England » London, England » Rust, Germany » Prague, Czech Republic » Budapest, Hungary » Transylvania, Romania » Bucharest, Romania |       |
| 2017   | Europa                           | Riga, Latvia » Vilnius, Lithuania » Warsaw, Poland » Kraków, Poland » Budapest, Hungary » Dubrovnik, Croatia » Porto Montenegro, Montenegro » Tirana, Albania » Volos, Greece » Athens, Greece » Mykonos, Greece    |       |
| 2018   | Europa y Asia                    | London, England » Chantilly, France » Milan, Italy » Bologna, Italy » Osaka, Japan » Kyoto, Japan » Nanao, Japan » Tokyo, Japan                                                                                     |       |
| 2019   | Europa                           | Mykonos, Greece » Thessaloniki, Greece, » Porto Montenegro, Montenegro » Venice, Italy » Monaco » Barcelona, Spain » Ibiza, Spain                                                                                   |       |
| 2022   | America del Norte                | Toronto, Canada » Indianapolis, Indiana » Nashville, Tennessee » Atlanta, Georgia » Miami, Florida |       |
| 2022   | Medio Oriente                    | Dubai, United Arab Emirates » Jebel Akhdar, Oman » Salalah, Oman » Muscat, Oman » Ras Al Khaimah, United Arab Emirates » Abu Dhabi, United Arab Emirates                                                            |       |
| 2023   | Europa                           | Edinburgh, Scotland » London, England » Amsterdam, Netherlands » Verbier, Switzerland » Venice, Italy » Budapest, Hungary » Porto Montenegro , Montenegro                                                           |       |
| 2024   | Sudeste Asiático                 | Ho Chi Minh City, Vietnam » Phnom Penh, Cambodia » Angkor Wat, Cambodia » Bangkok, Thailand » Krabi, Thailand » Kuala Lumpur & Sepang, Malaysia » Singapore F1 Grand Prix, Singapore                                |       |